# Liste des porte-drapeaux à la cérémonie d'ouverture des Jeux olympiques d'été de 2012
La liste ci-dessous répertorie les porte-drapeaux présents lors de la parade des nations de la cérémonie d'ouverture des Jeux olympiques d'été de 2012 au Stade olympique de Londres. Au cours de ce défilé, les athlètes de chacun des comités nationaux olympiques participants effectuent leur marche précédés du drapeau de leur pays, brandi par le porte-drapeau choisi par leur délégation.

## Ordre du défilé
Cette liste est classée dans l'ordre dans lequel les délégations nationales ont défilé. Conformément à la tradition, la délégation ouvrant la marche est celle de la Grèce, en sa qualité de pays fondateur des Jeux olympiques, et la dernière, clôturant la parade, est celle du pays hôte, ici le Royaume-Uni. Comme toujours, les autres comités nationaux défilent dans l'ordre alphabétique de la langue de la nation organisatrice, en l'occurrence l'anglais.

## Liste des porte-drapeau
| Ordre | Pays                                       | Nom en anglais                        | Porte-drapeau               | Sport                 |
| ----- | ------------------------------------------ | ------------------------------------- | --------------------------- | --------------------- |
| 1     | Grèce                                      | Greece                                | Aléxandros Nikolaïdis       | Taekwondo             |
| 2     | Afghanistan                                | Afghanistan                           | Nesar Ahmad Bahawi          | Taekwondo             |
| 3     | Albanie                                    | Albania                               | Romela Begaj                | Haltérophilie         |
| 4     | Algérie                                    | Algeria                               | Abdelhafid Benchabla        | Boxe                  |
| 5     | Samoa américaines                          | American Samoa                        | Ching Maou Wei              | Natation              |
| 6     | Andorre                                    | Andorra                               | Joan Tomàs Roca             | Tir                   |
| 7     | Angola                                     | Angola                                | Antonia Moreira             | Judo                  |
| 8     | Antigua-et-Barbuda                         | Antigua and Barbuda                   | Daniel Bailey               | Athlétisme            |
| 9     | Argentine                                  | Argentina                             | Luciana Aymar               | Hockey sur gazon      |
| 10    | Arménie                                    | Armenia                               | Arman Yeremian              | Taekwondo             |
| 11    | Aruba                                      | Aruba                                 | Jemal Le Grand              | Natation              |
| 12    | Australie                                  | Australia                             | Lauren Jackson              | Basket-ball           |
| 13    | Autriche                                   | Austria                               | Markus Rogan                | Natation              |
| 14    | Azerbaïdjan                                | Azerbaijan                            | Elnur Mammadli              | Judo                  |
| 15    | Bahamas                                    | Bahamas                               | Chris Brown                 | Athlétisme            |
| 16    | Bahreïn                                    | Bahrain                               | Azza Al Quasmi              | Tir                   |
| 17    | Bangladesh                                 | Bangladesh                            | Mahfizur Rahman Sagor       | Natation              |
| 18    | Barbade                                    | Barbados                              | Ryan Brathwaite             | Athlétisme            |
| 19    | Bélarus                                    | Belarus                               | Max Mirnyi                  | Tennis                |
| 20    | Belgique                                   | Belgium                               | Tia Hellebaut               | Athlétisme            |
| 21    | Belize                                     | Belize                                | Kenneth Medwood             | Athlétisme            |
| 22    | Bénin                                      | Benin                                 | Jacob Gnahoui               | Judo                  |
| 23    | Bermudes                                   | Bermuda                               | Alexander Kirkland          | Voile                 |
| 24    | Bhoutan                                    | Bhutan                                | Sherab Zam                  | Tir à l'arc           |
| 25    | Bolivie                                    | Bolivia                               | Karen Milenka Tórrez Guzmán | Natation              |
| 26    | Bosnie-Herzégovine                         | Bosnia and Herzegovina                | Amel Mekić                  | Judo                  |
| 27    | Botswana                                   | Botswana                              | Amantle Montsho             | Athlétisme            |
| 28    | Brésil                                     | Brazil                                | Rodrigo Pessoa              | Équitation            |
| 29    | Îles Vierges britanniques                  | British Virgin Islands                | Tahesia Harrigan            | Athlétisme            |
| 30    | Brunei Darussalam                          | Brunei Darussalam                     | Maziah Mahusin              | Athlétisme            |
| 31    | Bulgarie                                   | Bulgaria                              | Jordan Jovtchev             | Gymnastique           |
| 32    | Burkina Faso                               | Burkina Faso                          | Séverine Nébié              | Judo                  |
| 33    | Burundi                                    | Burundi                               | Diane Nukuri                | Athlétisme            |
| 34    | Cambodge                                   | Cambodia                              | Sorn Davin                  | Taekwondo             |
| 35    | Cameroun                                   | Cameroon                              | Annabelle Ali               | Lutte                 |
| 36    | Canada                                     | Canada                                | Simon Whitfield             | Triathlon             |
| 37    | Cap-Vert                                   | Cape Verde                            | Adysângela Moniz            | Judo                  |
| 38    | Îles Caïmans                               | Cayman Islands                        | Kemar Hyman                 | Athlétisme            |
| 39    | République centrafricaine                  | Central African Republic              | David Boui                  | Taekwondo             |
| 40    | Tchad                                      | Chad                                  | Carine Ngarlemdana          | Judo                  |
| 41    | Chili                                      | Chile                                 | Denisse van Lamoen          | Tir à l'arc           |
| 42    | République populaire de Chine              | People's Republic of China            | Yi Jianlian                 | Basket-ball           |
| 43    | Colombie                                   | Colombia                              | Mariana Pajón               | Cyclisme              |
| 44    | Comores                                    | Comoros                               | Feta Ahamada                | Athlétisme            |
| 45    | Congo                                      | Congo                                 | Lorene Bazolo               | Athlétisme            |
| 46    | Îles Cook                                  | Cook Islands                          | Helema Williams             | Voile                 |
| 47    | Costa Rica                                 | Costa Rica                            | Gabriela Traña              | Athlétisme            |
| 48    | Côte d'Ivoire                              | Côte d'Ivoire                         | Ben-Youssef Meité           | Athlétisme            |
| 49    | Croatie                                    | Croatia                               | Venio Losert                | Handball              |
| 50    | Cuba                                       | Cuba                                  | Mijaín López                | Lutte                 |
| 51    | Chypre                                     | Cyprus                                | Márcos Baghdatís            | Tennis                |
| 52    | République tchèque                         | Czech Republic                        | Petr Koukal                 | Badminton             |
| 53    | République populaire démocratique de Corée | Democratic People's Republic of Korea | Pak Song-Chol               | Athlétisme            |
| 54    | République démocratique du Congo           | Democratic Republic of the Congo      | Ilunga Mande Zatara         | Athlétisme            |
| 55    | Danemark                                   | Denmark                               | Kim Wraee Knudsen           | Canoë-kayak           |
| 56    | Djibouti                                   | Djibouti                              | Zourah Ali                  | Athlétisme            |
| 57    | Dominique                                  | Dominica                              | Erison Hurtault             | Athlétisme            |
| 58    | République dominicaine                     | Dominican Republic                    | Gabriel Mercedes            | Taekwondo             |
| 59    | Équateur                                   | Ecuador                               | César de Cesare             | Canoë-kayak           |
| 60    | Égypte                                     | Egypt                                 | Hesham Mesbah               | Judo                  |
| 61    | El Salvador                                | El Salvador                           | Evelyn García               | Cyclisme              |
| 62    | Guinée équatoriale                         | Equatorial Guinea                     | Martina Bibiana Olama       | Athlétisme            |
| 63    | Érythrée                                   | Eritrea                               | Weynay Ghebresilasie        | Athlétisme            |
| 64    | Estonie                                    | Estonia                               | Aleksander Tammert          | Athlétisme            |
| 65    | Éthiopie                                   | Ethiopia                              | Yanet Seyoum                | Natation              |
| 66    | Fidji                                      | Fiji                                  | Josateki Naulu              | Judo                  |
| 67    | Finlande                                   | Finland                               | Hanna-Maria Seppälä         | Natation              |
| 68    | Ex-République yougoslave de Macédoine      | Former Yugoslav Republic of Macedonia | Marko Blaževski             | Natation              |
| 69    | France                                     | France                                | Laura Flessel-Colovic       | Escrime               |
| 70    | Gabon                                      | Gabon                                 | Ruddy Zang Milama           | Athlétisme            |
| 71    | Gambie                                     | Gambia                                | Suwaibou Sanneh             | Athlétisme            |
| 72    | Géorgie                                    | Georgia                               | Nino Salukvadze             | Tir                   |
| 73    | Allemagne                                  | Germany                               | Natascha Keller             | Hockey sur gazon      |
| 74    | Ghana                                      | Ghana                                 | Maxwell Amponsah            | Boxe                  |
| 75    | Grenade                                    | Grenada                               | Kirani James                | Athlétisme            |
| 76    | Guam                                       | Guam                                  | Maria Dunn                  | Lutte                 |
| 77    | Guatemala                                  | Guatemala                             | Juan Ignacio Maegli         | Voile                 |
| 78    | Guinée                                     | Guinea                                | Facinet Keita               | Judo                  |
| 79    | Guinée-Bissau                              | Guinea-Bissau                         | Augusto Midana              | Lutte                 |
| 80    | Guyana                                     | Guyana                                | Winston George              | Athlétisme            |
| 81    | Haïti                                      | Haiti                                 | Linouse Desravine           | Judo                  |
| 82    | Honduras                                   | Honduras                              | Ronald Bennett              | Athlétisme            |
| 83    | Hong Kong, Chine                           | Hong Kong, China                      | Wai Sze Lee                 | Cyclisme              |
| 84    | Hongrie                                    | Hungary                               | Peter Biros                 | Water polo            |
| 85    | Islande                                    | Iceland                               | Ásdís Hjálmsdóttir          | Athlétisme            |
| 86    | Athlètes olympiques indépendants           | Independent Olympic Athletes          | Brooklyin Kerlin            | Comité d'organisation |
| 87    | Inde                                       | India                                 | Sushil Kumar                | Lutte                 |
| 88    | Indonésie                                  | Indonesia                             | I Gede Siman Sudartama      | Natation              |
| 89    | République islamique d'Iran                | Islamic Republic of Iran              | Ali Mazaheri                | Boxe                  |
| 90    | Iraq                                       | Iraq                                  | Dana Hussain                | Athlétisme            |
| 91    | Irlande                                    | Ireland                               | Katie Taylor                | Boxe                  |
| 92    | Israël                                     | Israel                                | Shahar Zubari               | Voile                 |
| 93    | Italie                                     | Italy                                 | Valentina Vezzali           | Escrime               |
| 94    | Jamaïque                                   | Jamaica                               | Usain Bolt                  | Athlétisme            |
| 95    | Japon                                      | Japan                                 | Saori Yoshida               | Lutte                 |
| 96    | Jordanie                                   | Jordan                                | Nadin Dawani                | Taekwondo             |
| 97    | Kazakhstan                                 | Kazakhstan                            | Nurmakhan Tinaliyev         | Lutte                 |
| 98    | Kenya                                      | Kenya                                 | Jason Dunford               | Natation              |
| 99    | Kiribati                                   | Kiribati                              | David Katoatau              | Haltérophilie         |
| 100   | République de Corée                        | Republic of Korea                     | Yoon Kyung-Shin             | Handball              |
| 101   | Koweït                                     | Kuwait                                | Fehaid Al-Deehani           | Tir                   |
| 102   | Kirghizistan                               | Kyrgyzstan                            | Chingiz Mamedov             | Judo                  |
| 103   | République démocratique populaire lao      | Lao People's Democratic Republic      | Kilakone Siphonexay         | Athlétisme            |
| 104   | Lettonie                                   | Latvia                                | Mārtiņš Pļaviņš             | Beach-volley          |
| 105   | Liban                                      | Lebanon                               | Andrea Paoli                | Taekwondo             |
| 106   | Lesotho                                    | Lesotho                               | Mamorallo Tjoka             | Athlétisme            |
| 107   | Liberia                                    | Liberia                               | Phobay Kutu-Akoi            | Athlétisme            |
| 108   | Libye                                      | Libya                                 | Sofyan El Gidi              | Natation              |
| 109   | Liechtenstein                              | Liechtenstein                         | Stephanie Vogt              | Tennis                |
| 110   | Lituanie                                   | Lithuania                             | Virgilijus Alekna           | Athlétisme            |
| 111   | Luxembourg                                 | Luxembourg                            | Marie Muller                | Judo                  |
| 112   | Madagascar                                 | Madagascar                            | Fetra Ratsimiziva           | Judo                  |
| 113   | Malawi                                     | Malawi                                | Mike Tebulo                 | Athlétisme            |
| 114   | Malaisie                                   | Malaysia                              | Pandelela Rinong            | Plongeon              |
| 115   | Maldives                                   | Maldives                              | Mohamed Ajfan Rasheed       | Athlétisme            |
| 116   | Mali                                       | Mali                                  | Rahamatou Drame             | Badminton             |
| 117   | Malte                                      | Malta                                 | William Chetcuti            | Tir                   |
| 118   | Îles Marshall                              | Marshall Islands                      | Haley Nemra                 | Athlétisme            |
| 119   | Mauritanie                                 | Mauritania                            | Jidou el Moctar             | Athlétisme            |
| 120   | Maurice                                    | Mauritius                             | Natacha Rigobert            | Beach-volley          |
| 121   | Mexique                                    | Mexico                                | Maria Espinoza              | Taekwondo             |
| 122   | États fédérés de Micronésie                | Federated States of Micronesia        | Manuel Minginfel            | Haltérophilie         |
| 123   | République de Moldova                      | Republic of Moldova                   | Cristina Iovu               | Haltérophilie         |
| 124   | Monaco                                     | Monaco                                | Angelique Trinquier         | Natation              |
| 125   | Mongolie                                   | Mongolia                              | Ser-Od Bat-Ochir            | Athlétisme            |
| 126   | Monténégro                                 | Montenegro                            | Srđan Mrvaljević            | Judo                  |
| 127   | Maroc                                      | Morocco                               | Wiam Dislam                 | Taekwondo             |
| 128   | Mozambique                                 | Mozambique                            | Kurt Couto                  | Athlétisme            |
| 129   | Myanmar                                    | Myanmar                               | Zaw Win Thet                | Athlétisme            |
| 130   | Namibie                                    | Namibia                               | Gaby Ahrens                 | Tir                   |
| 131   | Nauru                                      | Nauru                                 | Itte Detenamo               | Haltérophilie         |
| 132   | Népal                                      | Nepal                                 | Prasiddha Jung Shah         | Natation              |
| 133   | Pays-Bas                                   | Netherlands                           | Dorian van Rijsselberghe    | Voile                 |
| 134   | Nouvelle-Zélande                           | New Zealand                           | Nick Willis                 | Athlétisme            |
| 135   | Nicaragua                                  | Nicaragua                             | Osmar Bravo                 | Boxe                  |
| 136   | Niger                                      | Niger                                 | Mustapha Hima               | Boxe                  |
| 137   | Nigeria                                    | Nigeria                               | Sinivie Boltic              | Lutte                 |
| 138   | Norvège                                    | Norway                                | Mira Verås Larsen           | Canoë-kayak           |
| 139   | Oman                                       | Oman                                  | Ahmed Al-Hatmi              | Tir                   |
| 140   | Pakistan                                   | Pakistan                              | Sohail Abbas                | Hockey sur gazon      |
| 141   | Palaos                                     | Palau                                 | Rodman Teltull              | Athlétisme            |
| 142   | Palestine                                  | Palestine                             | Maher Abu Remeleh           | Judo                  |
| 143   | Panama                                     | Panama                                | Irving Saladino             | Athlétisme            |
| 144   | Papouasie-Nouvelle-Guinée                  | Papua New Guinea                      | Toea Wisil                  | Athlétisme            |
| 145   | Paraguay                                   | Paraguay                              | Benjamin Hockin             | Natation              |
| 146   | Pérou                                      | Peru                                  | Gladys Tejeda               | Athlétisme            |
| 147   | Philippines                                | Philippines                           | Hidilyn Diaz                | Haltérophilie         |
| 148   | Pologne                                    | Poland                                | Agnieszka Radwańska         | Tennis                |
| 149   | Portugal                                   | Portugal                              | Telma Monteiro              | Judo                  |
| 150   | Porto Rico                                 | Puerto Rico                           | Javier Culson               | Athlétisme            |
| 151   | Qatar                                      | Qatar                                 | Bahiya Al-Hamad             | Tir                   |
| 152   | Roumanie                                   | Romania                               | Horia Tecău                 | Tennis                |
| 153   | Fédération de Russie                       | Russian Federation                    | Maria Sharapova             | Tennis                |
| 154   | Rwanda                                     | Rwanda                                | Adrien Niyonshuti           | Cyclisme              |
| 155   | Saint-Kitts-et-Nevis                       | Saint Kitts and Nevis                 | Kim Collins                 | Athlétisme            |
| 156   | Sainte-Lucie                               | Saint Lucia                           | Levern Spencer              | Athlétisme            |
| 157   | Saint-Vincent-et-les-Grenadines            | Saint Vincent and the Grenadines      | Kineke Alexander            | Athlétisme            |
| 158   | Samoa                                      | Samoa                                 | Ele Opeloge                 | Haltérophilie         |
| 159   | Saint-Marin                                | San Marino                            | Alessandra Perilli          | Tir                   |
| 160   | Sao Tomé-et-Principe                       | Sao Tome and Principe                 | Lecabela Quaresma           | Athlétisme            |
| 161   | Arabie saoudite                            | Saudi Arabia                          | Sultant Mubarak Al-Dawoodi  | Athlétisme            |
| 162   | Sénégal                                    | Senegal                               | Hortense Diédhiou           | Judo                  |
| 163   | Serbie                                     | Serbia                                | Novak Djokovic              | Tennis                |
| 164   | Seychelles                                 | Seychelles                            | Dominic Dugasse             | Judo                  |
| 165   | Sierra Leone                               | Sierra Leone                          | Ola Sesay                   | Athlétisme            |
| 166   | Singapour                                  | Singapore                             | Feng Tianwei                | Tennis de table       |
| 167   | Slovaquie                                  | Slovakia                              | Jozef Gönci                 | Tir                   |
| 168   | Slovénie                                   | Slovenia                              | Peter Kauzer                | Canoë-kayak           |
| 169   | Îles Salomon                               | Solomon Islands                       | Jenly Tegu Wini             | Haltérophilie         |
| 170   | Somalie                                    | Somalia                               | Zamzam Mohamed Farah        | Athéltisme            |
| 171   | Afrique du Sud                             | South Africa                          | Caster Semenya              | Athlétisme            |
| 172   | Espagne                                    | Spain                                 | Pau Gasol **                | Basket-ball           |
| 173   | Sri Lanka                                  | Sri Lanka                             | Niluka Karunaratne          | Badminton             |
| 174   | Soudan                                     | Sudan                                 | Ismail Ahmed Ismail         | Athlétisme            |
| 175   | Suriname                                   | Suriname                              | Chinyere Pigot              | Natation              |
| 176   | Swaziland                                  | Swaziland                             | Luke Hall                   | Natation              |
| 177   | Suède                                      | Sweden                                | Rolf-Göran Bengtsson        | Équitation            |
| 178   | Suisse                                     | Switzerland                           | Stanislas Wawrinka ***      | Tennis                |
| 179   | République arabe syrienne                  | Syrian Arab Republic                  | Majed Aldin Ghazal          | Athlétisme            |
| 180   | Chinese Taipei                             | Chinese Taipei                        | Chen Shih-Chieh             | Haltérophilie         |
| 181   | Tadjikistan                                | Tajikistan                            | Mavzuna Chorieva            | Boxe                  |
| 182   | République unie de Tanzanie                | United Republic of Tanzania           | Zakia Mrisho Mohamed        | Athlétisme            |
| 183   | Thaïlande                                  | Thailand                              | Nuttapong Ketin             | Natation              |
| 184   | Timor-Leste                                | Timor-Leste                           | Augusto Ramos Soares        | Athlétisme            |
| 185   | Togo                                       | Togo                                  | Benjamin Boukpeti           | Canoë-Kayak           |
| 186   | Tonga                                      | Tonga                                 | Amini Fonua                 | Natation              |
| 187   | Trinité-et-Tobago                          | Trinidad and Tobago                   | Marc Burns                  | Athlétisme            |
| 188   | Tunisie                                    | Tunisia                               | Heykel Megannem             | Handball              |
| 189   | Turquie                                    | Turkey                                | Neslihan Demir Darnel       | Volley-ball           |
| 190   | Turkménistan                               | Turkmenistan                          | Serder Hudayberdiyev        | Boxe                  |
| 191   | Tuvalu                                     | Tuvalu                                | Asenate Manoa               | Athlétisme            |
| 192   | Ouganda                                    | Uganda                                | Ganzi Mugula                | Natation              |
| 193   | Ukraine                                    | Ukraine                               | Roman Gontiuk               | Judo                  |
| 194   | Émirats arabes unis                        | United Arab Emirates                  | Saeed Bin Maktoum           | Tir                   |
| 195   | États-Unis d'Amérique                      | United States of America              | Mariel Zagunis              | Escrime               |
| 196   | Uruguay                                    | Uruguay                               | Rodolfo Collazo             | Aviron                |
| 197   | Ouzbékistan                                | Uzbekistan                            | Elshod Rasulov              | Boxe                  |
| 198   | Vanuatu                                    | Vanuatu                               | Anolyn Lulu                 | Tennis de table       |
| 199   | Venezuela                                  | Venezuela                             | Fabiola Ramos               | Tennis de table       |
| 200   | Viêt Nam                                   | Vietnam                               | Tiến Nhật Nguyễn            | Escrime               |
| 201   | Îles Vierges des États-Unis                | Virgin Islands                        | Tabarie Henry               | Athlétisme            |
| 202   | Yémen                                      | Yemen                                 | Tameem Al-Kubati            | Taekwondo             |
| 203   | Zambie                                     | Zambia                                | Prince Mumba                | Athlétisme            |
| 204   | Zimbabwe                                   | Zimbabwe                              | Kirsty Coventry             | Natation              |
| 205   | Grande-Bretagne                            | Great Britain                         | Chris Hoy                   | Cyclisme              |